# Zapata se queda
«Zapata se queda» es una canción interpretada por la cantante mexicana Lila Downs, y la cantante colombiana Toto La Momposina fue coescrita y coproducida por Paul Cohen, Celso Duarte y Downs, e incluida en el séptimo álbum de estudio de la cantante titulado Pecados y milagros, de 2011. Fue compuesta a manera de canción rock-pop con influencias de son de medio tiempo con una melodía de nivel ascendente, cuya letra se inspira en la muerte de Emiliano Zapata.
Entre fines de mayo y principios de junio de 2011, «Zapata se queda» se convirtió en el segundo sencillo internacional del álbum. Los críticos señalaron que la canción es un homenaje evidente a Zapata y a la Revolución Mexicana, y, en general, la valoraron positivamente. Previo a su estreno oficial, debutó en la lista Top 100 México, posicionándose luego en el quinto puesto de la lista alemana German Singles Chart, debido a las descargas vendidas tras el lanzamiento del álbum. Asimismo, ha tenido una buena recepción en países como Colombia, Canadá, Reino Unido, Argentina y Estados Unidos donde logró posicionarse dentro de los diez primeros lugares del Billboard Hot 200—, además de obtener buenas críticas en medios finlandeses, polacos, franceses y españoles. Downs ha interpretado mundialmente la canción durante su gira Pecados y Milagros World Tour.
El video musical de la canción estuvo dirigido por el actor y cineasta argentino Gustavo Garzón y estrenado el 7 de junio de 2012. Su contenido visual se inspiró en «el mito sobre la muerte de Zapata», y fue recibido con críticas variadas, destacando la mayoría el concepto y su «naturaleza religiosa y oscura». En él Downs aparece cantando con un grupo de "personajes históricos" en el atrio de la iglesia de San Juan Bautista de Tlayacapan, Morelos.

## Antecedentes
Originalmente, la discográfica de Downs planeaba lanzar el tema «Pecadora» como el segundo sencillo del disco Pecados y milagros. En un principio, se difundió ese tema en algunas estaciones de radio de México y obtuvo un éxito moderado después de «Palomo del comalito (La molienda)» se llegó a pensar que "Pecadora" sería el próximo sencillo oficial. Sin embargo, «Zapata se queda» fue la elección personal de la cantante para que fuera el segundo corte promocional, fue desde un principio recibió críticas variadas por especialistas de la radio, ya que algunos consideraban que no era un concepto viable para ser lanzado como sencillo por el género de la canción y la letra. Tras una discusión entre Downs y su sello discográfico, finalmente se anunció su lanzamiento a través de su página oficial, la cantante dio a conocer lo siguiente:

«Este 7 de junio no te pierdas el estreno de "Zapata se queda" [...]!» [sic].
Lila Downs

El sencillo se lanzó oficialmente en las radios mexicanas el 28 de mayo de 2012. En junio de 2012, este tema fue elegido como uno de los mejores temas del álbum "Pecados y milagros" en una encuesta hecha por el Canal 22. En una entrevista con MTV, Downs dijo que la inspiración para componer la canción había sido su «admiración a Zapata».

## Composición

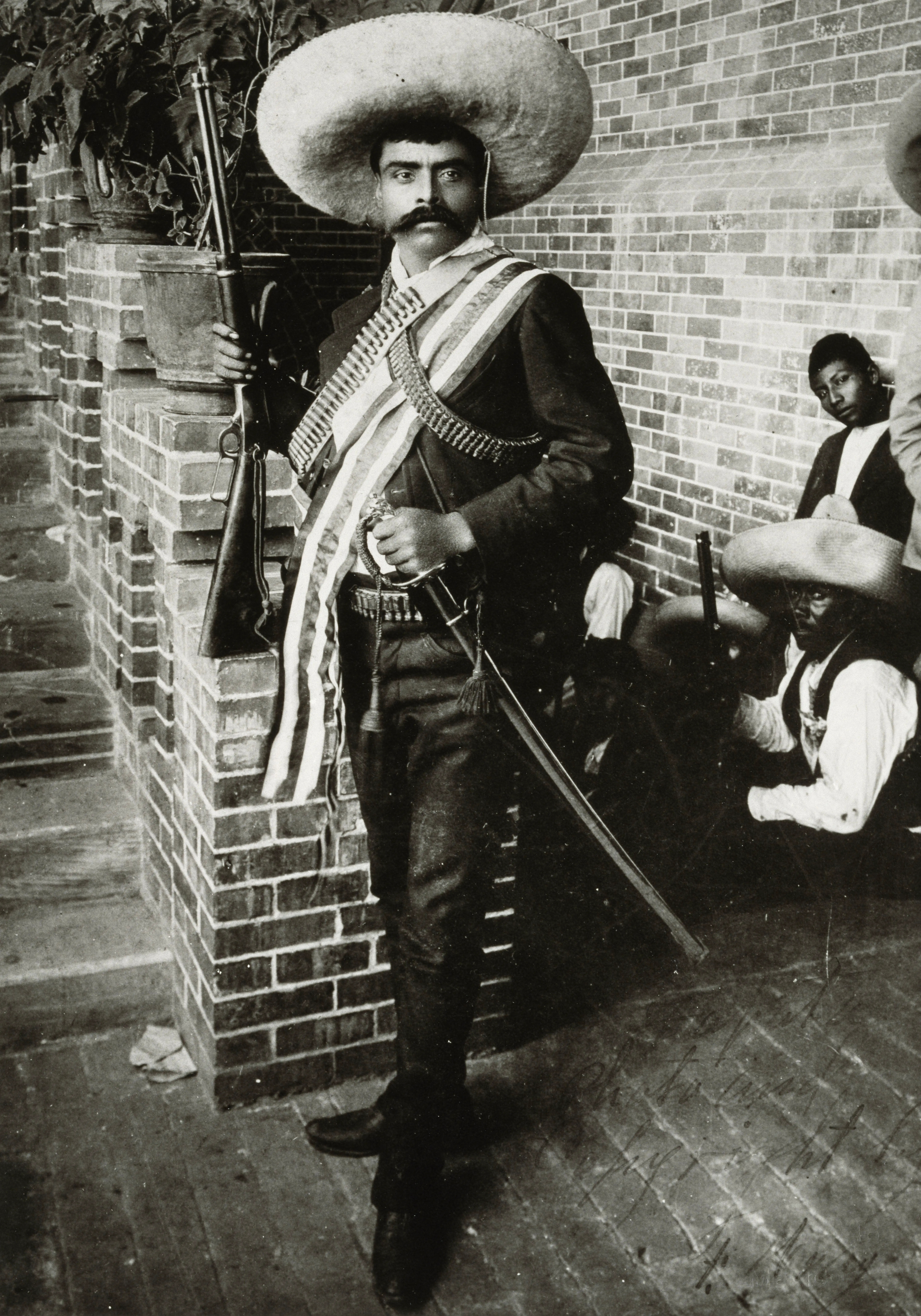
Emiliano Zapata fue el personaje que inspiró a Lila Downs para componer esta canción.

La canción fue escrita y producida en conjunto por Lila Downs, Paul Cohen, Aneiro Taño y Celso Duarte, para interpretar este tema contó con las colaboraciones de Totó la Momposina y Celso Piña.
La letra de la canción habla acerca de Downs y su admiración a Zapata. La canción tiene algunas alusiones a la Revolución Mexicana, incluyendo una referencia a la religión, la cual Downs ha señalado como una de sus influencias para esta canción. «Zapata se queda» es considerada como una canción world music con influencias fuertes de rock y música pop. Hace homenaje a Emiliano Zapata, a la Revolución Mexicana y al misticismo; las influencias de charanga resultan aún más evidentes en el ritmo de la canción, así como la voz, la melodía y el acento rápido. De hecho, las palabras salen lentamente de su boca mientras la melodía va aumentando de ritmo.
«Zapata de queda» incorpora la melodía de la pieza de acordeón tipo cromático del músico mexicano Celso Piña, fragmento con el cual comienza, mientras que esperanzada Downs dice: «Ay, ay, ay, ay, cuando sueño contigo, se dibuja el sereno, por todo mi camino/Ay, ay, ay, ay, cuando sueño contigo, no hay ni miedo ni duda, sobre mi destino»— a continuación, la canción cambia radicalmente a un pregón, y Downs hace alusión a un santo y a los intérpretes que la acompañan en donde menciona: «Epa, mi señor del rayo. Pa´Zapata. Goza, goza. De Sur a Norte y del Norte al Sur. Celso Piña y Totó la Momposina.». Al final de la canción, Downs se despide con otro pregón diciendo —«Si no bailas no gozas. Si no gozas no comes. Ay, ay»—.